# Trojanówek
Trojanówek – wieś w Polsce, położona w województwie podlaskim, w powiecie wysokomazowieckim, w gminie Klukowo.
W latach 1975–1998 wieś administracyjnie należała do województwa łomżyńskiego.
Wierni kościoła rzymskokatolickiego należą do parafii Zmartwychwstania Pańskiego w Kuczynie.

## Historia
Jak wskazuje nazwa, wieś powstała później niż sąsiednia miejscowość Trojanowo. Pierwsze wzmianki o Trojanówku pochodzą z 1547 roku, w czasie wymierzania gruntów należących do Kuczyńskich.
W I Rzeczypospolitej miejscowość należała do ziemi drohickiej w województwie podlaskim.
W XVI i XVII wieku grunty należały do licznych Kuczyńskich i innych rodów szlacheckich. W 1673 r. częściowymi posesjonatami wsi byli: Wojciech Sobolewski, Paweł Wojno, Franciszek Kostro. Ziemia sukcesywnie wykupywana przez Kuczyńskich z Klukowa w XVIII wieku stała się w całości ich własnością. Na części gruntów powstała wieś chłopska, na pozostałej folwark dworski.
W roku 1827 wieś liczyła 10 domów i 69 mieszkańców. Po uwłaszczeniu ziemi dworskiej w 1864 powstało tu 9 gospodarstw chłopskich na 243 morgach ziemi.
Pod koniec XIX w. Trojanówko. Wieś i folwark należały do powiatu mazowieckiego, gmina Klukowo, parafia Kuczyn. Folwark wchodził w skład dóbr Klukowo należących do hr. Starzeńskiego. We wsi 9 osad i 263 morgów ziemi.
W okresie międzywojennym w miejscowości 19 domów i 105 mieszkańców, w tym 2 prawosławnych. W folwarku 1 dom z 13 mieszkańcami.

## Współcześnie
Wieś typowo rolnicza. Produkcja roślinna podporządkowana hodowli krów mlecznych.